# Erebothrix
Erebothrix là một chi bướm đêm thuộc họ Erebidae.